# هگزاسیکلینول
هگزاسیکلینول (به انگلیسی: Hexacyclinol) با فرمول شیمیایی C۲۳H۲۸O۷ یک ترکیب شیمیایی با شناسه پاب‌کم ۱۱۹۷۵۳۷۵ است. که جرم مولی آن ۴۱۶٫۴۶۴ g/mol می‌باشد.
این ترکیب به دلیل وزن ملکولی بالا و همچنین جرم کولانسی اتم های کربن نسیت به اکسیژن ساختار پیچیده و تابخورده ای در آرایش ملکولی فضایی دارد. اتم های اکسیژن آن به صورت متقارت و موازی نسبت به یکدیگر قرار گرفته اند.